# Milwaukie
Milwaukie (/mɪlˈwɔːkiː/) è un comune (city) degli Stati Uniti d'America che si trova tra le contee di Clackamas e Multnomah nello Stato dell'Oregon. La popolazione era di 635 persone al censimento del 2010. Fondata nel 1847 sulle rive del fiume Willamette, la città, nota come Dogwood City of the West, fu incorporata nel 1903 ed è nota per essere il luogo di nascita della ciliegia Bing. La città oggi è un sobborgo di Portland e confina con le aree non incorporate di Clackamas e Oak Grove.

## Geografia fisica
Secondo lo United States Census Bureau, ha un'area totale di 4,85 mi² (12,56 km²).

## Storia

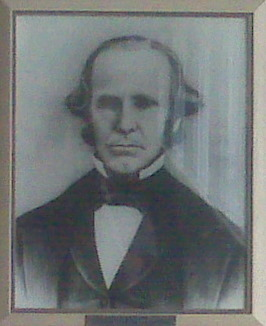
Lot Whitcomb

Milwaukie fu colonizzata nel 1847 e parzialmente pianificata nel 1849 come rivale di Oregon City da Lot Whitcomb, che le diede il nome della città di Milwaukee nel Wisconsin. A quel tempo, la città del Wisconsin era spesso scritta "Milwaukie" prima dell'adozione dell'ortografia attuale. Alcune persone affermano anche che la città dell'Oregon abbia utilizzato una grafia alternativa per evitare confusione presso l'ufficio postale.
Whitcomb arrivò nell'Oregon nel 1848 e si stabilì in base al Donation Land Claim Act, dove costruì una segheria e un mulino per il grano. Milwaukie rivaleggiava con Portland e Oregon City per un certo tempo, ma Portland alla fine divenne la città più grande perché aveva un profondo porto. Il primo ufficio postale a Milwaukie fu creato nel 1850, con Whitcomb come primo direttore postale. La comunità fu incorporata dall'Assemblea legislativa dell'Oregon il 4 febbraio 1903, originariamente come Town of Milwaukie.
La Oregon and California Railroad chiamò la stazione con il nome di Milwaukee nel 1870 e successivamente il nome fu corretto in Milwaukie nel 1892. Il centro della città era cresciuto più lontano dalla ferrovia, e una diramazione fu costruita sulla linea ferroviaria da Willamette a Oswego, la stazione di Milwaukie fu sostituita e rinominata con il nome di Lambert in onore di Joseph H. Lambert, un frutticoltore pioniere, che ha creato la ciliegia Lambert. Il nome della stazione fu cambiato in East Milwaukee nel 1913 e successivamente il nome fu corretto in East Milwaukie nel 1916.
La ciliegia Bing, tra le altre varietà, venne creata a Milwaukie da un altro frutticoltore pioniere, Seth Lewelling, che si stabilì nell'area con il fratello Henderson Luelling.

## Società

### Evoluzione demografica
Secondo il censimento del 2010, c'erano 20,291 persone.

### Etnie e minoranze straniere
Secondo il censimento del 2010, la composizione etnica della città era formata dall'88,5% di bianchi, l'1,3% di afroamericani, l'1,3% di nativi americani, il 2,5% di asiatici, lo 0,3% di oceanici, il 2,5% di altre razze, e il 3,6% di due o più etnie. Ispanici o latinos di qualunque razza erano il 7,0% della popolazione.

## Infrastrutture e trasporti
La città è servita dalla linea arancione della rete metrotranviaria MAX.

## Amministrazione

### Gemellaggi
- Iwaki